# Associació Internacional d'Història Oral
L'Associació Internacional d'Història Oral (International Oral History Association, en anglès) és l'organització internacional que agrupa els historiadors orals arreu del món.
El 1996 Va adoptar una constitució i va començar a celebrar trobades bianuals entre Europa, Amèrica Llatina, Àfrica i Austràlia el 1996. Rina Benmayor va ser presidenta de l'entitat entre 2004 i 2006. A Barcelona se celebrà el 2014 el XVIII Congrés de la IOHA Arxivat 2014-10-16 a Wayback Machine., amb més de 400 participants, on s'escollí com a presidenta a Indira Chowdhury. Entre 1996 i 2000, l'Associació fou presidida per la catedràtica de la UB Mercè Vilanova.
L'associació té com a idiomes de treball el castellà i l'anglès, i difon en aquestes llengües notícies i informacions d'interès per als historiadors orals.
Publica un newsletter i una revista.